# Ludwig von Wattenwyl
Ludwig von Wattenwyl (getauft am 19. August 1669 in Bern; † 14. Februar 1740 ebenda) war ein Schweizer Politiker und eine Militärperson. 
Von Wattenwyl war unter anderem Berner Grossrat, im Kleinen Rat, Zeugherr, Welschseckelmeister und Venner. Als Oberst im Toggenburgerkrieg war Wattenwyl an der Eroberung der Stadt Wil beteiligt.